# Karl Bitter (scultore)
Karl Theodore Francis Bitter (Rudolfsheim-Fünfhaus, 6 dicembre 1867 – New York, 9 aprile 1915) è stato uno scultore austriaco naturalizzato statunitense noto per le sue sculture architettoniche, i monumenti commemorativi e le decorazioni residenziali.

## Biografia

### Primi anni
Karl Bitter nacque da Carl ed Henrietta a Rudolfsheim, vicino a Vienna. La sua formazione iniziale ebbe luogo alla Kunstgewerbeschule ("scuola imperiale per le arti applicate"), e all'Accademia di belle arti di Vienna ove studiò con August Kühne ed Edmund Heller. Dopo essersi laureato, diventò apprendista di Joseph Kaffsack, uno scultore architettonico.
Bitter venne arruolato nell'esercito austriaco e abbandonato mentre era in congedo. Non fu pertanto in grado di tornare in Austria per molti anni a causa della sua diserzione. In seguito fu graziato dall'imperatore Francesco Giuseppe, che sperava di far lavorare il famoso scultore a Vienna.

### Carriera

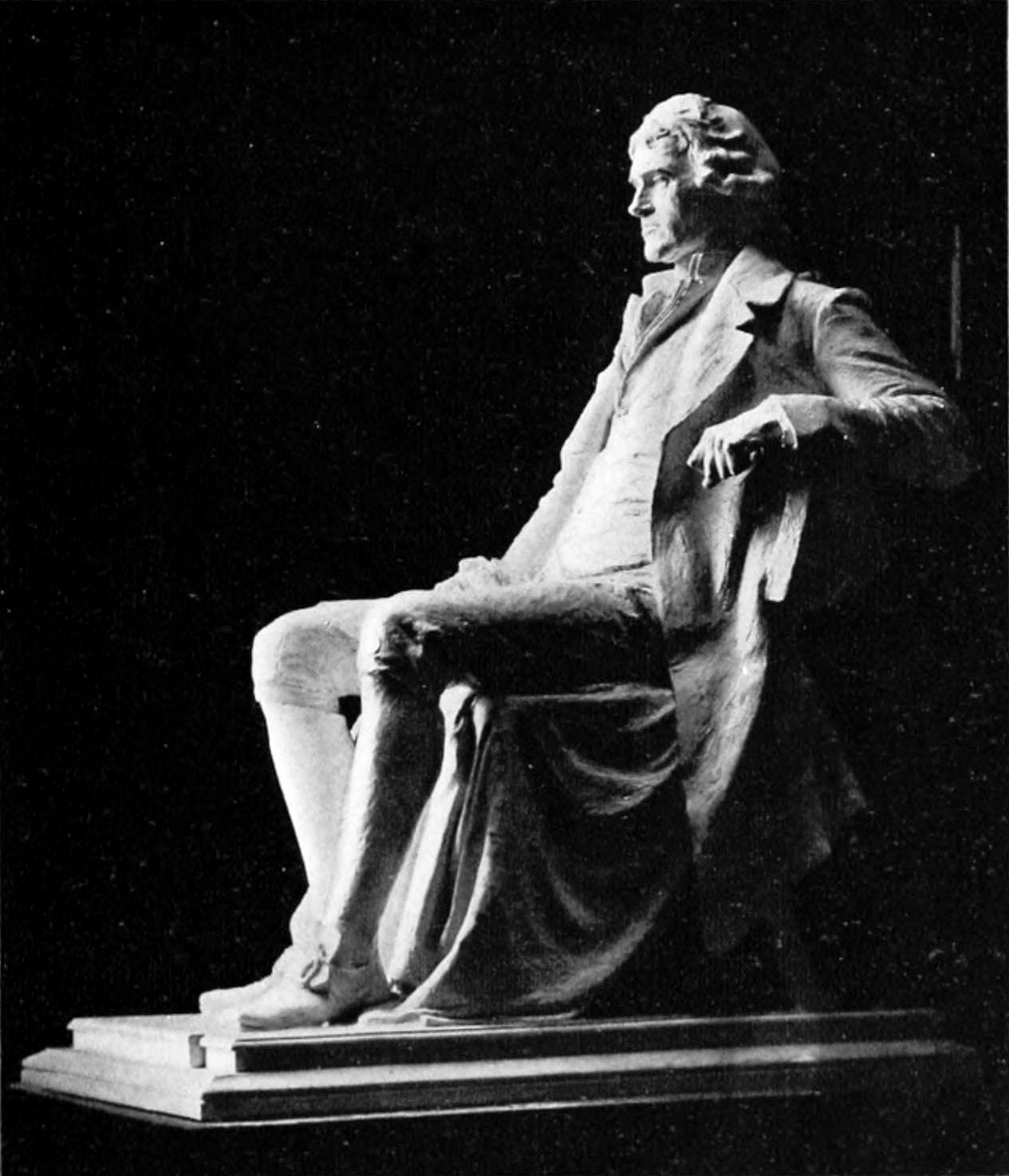
Scultura di Thomas Jefferson all'Università della Virginia

Bitter emigrò nel 1889 a New York ove fece domanda per avere la cittadinanza. Qui iniziò a lavorare come assistente in una ditta di decoratori di case. All'età di 21 anni, mentre operava in quell'azienda, vinse un concorso durante il quale gli vennero commissionate le porte commemorative ancora oggi presenti nella Trinity Church di New York. Grazie a tale commissione, Bitter riuscì a finanziare la costruzione di un piccolo studio sulla tredicesima strada di Manhattan. Fu anche uno degli scultori decorativi della Fiera Colombiana di Chicago del 1893.
Lo scultore modellò le statue sedute di Thomas Jefferson e Alexander Hamilton che fiancheggiano l'ingresso del tribunale della contea di Cuyahoga a Cleveland (1909–11). Egli li raffigurò come uomini di prima mezza età, ovvero come sarebbero potuti apparire negli anni 1780, quando si affacciarono per la prima volta sul suolo americano. Nel 1913 lo stato del Missouri commissionò una copia della statua di Jefferson. Stando a quanto riporta l'Università della Virginia, lo scultore austriaco immaginò Jefferson quando, divenuto presidente americano, firmò il Trattato di Acquisto della Louisiana del 1803, e apportò alla statua alcune piccole modifiche per darle una parvenza più longeva.

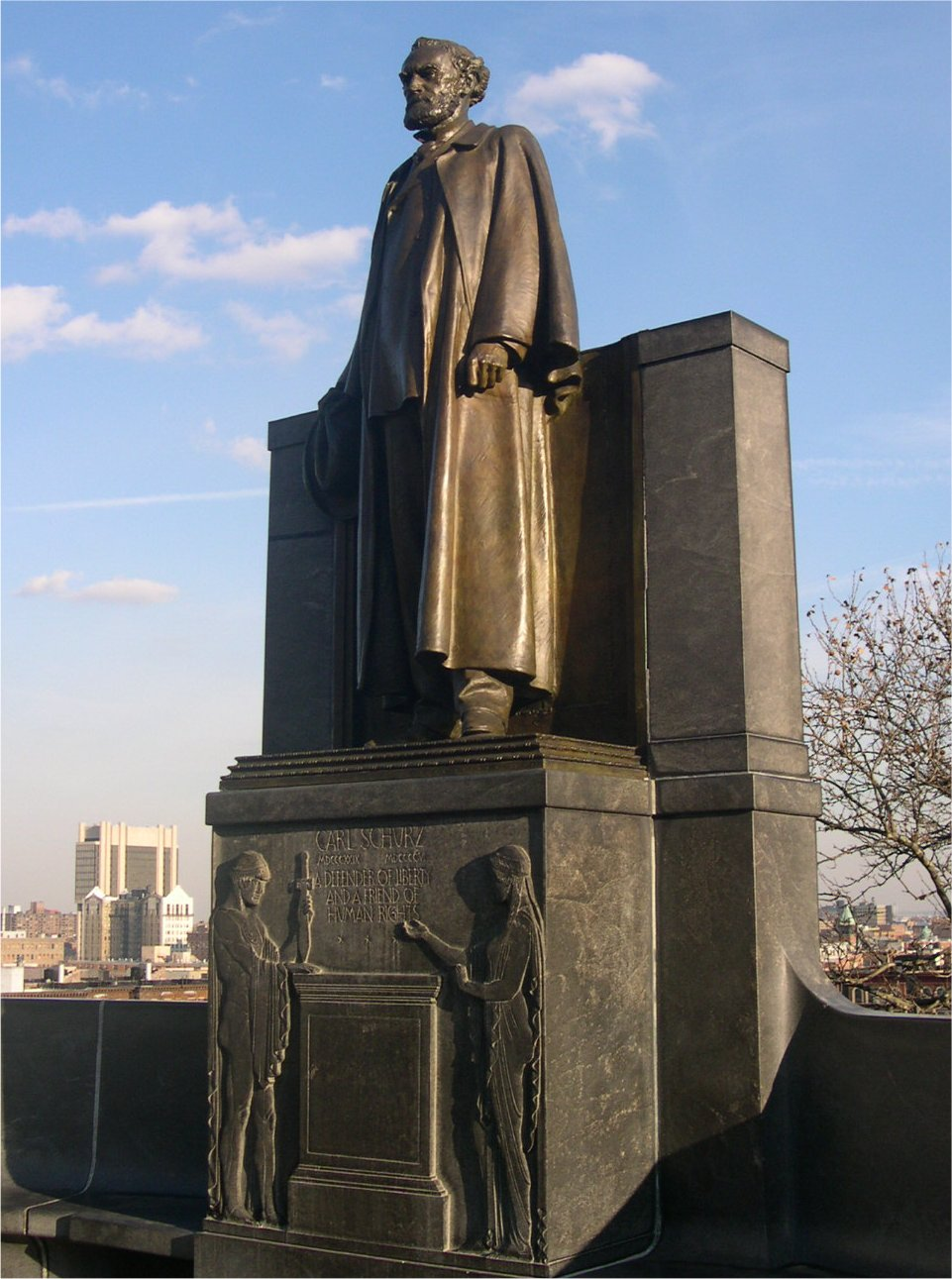
Monumento a Carl Schurz presso il Morningside Park

Nel 1901, Bitter fu eletto direttore dell'Esposizione panamericana di Buffalo. Venne anche nominato capo dei programmi di scultura dell'Esposizione internazionale della Luisiana del 1904, ove istruì Lee Lawrie, e all'Esposizione internazionale Panama-Pacifico di San Francisco del 1915. Fra il 1906 e il 1907 presiedette la National Sculpture Society. Nel mentre, lo scultore fu scoperto da Richard Morris Hunt, architetto che riceveva incarichi da molti uomini ricchi e facoltosi New York, con cui diede inizio a una fortunata collaborazione. Sebbene Bitter avesse seguito un'impronta classica/naturalista, con il passare del tempo iniziò a orientarsi a un approccio scultoreo più moderno. A conferma di ciò, gran parte delle sue opere realizzate a Buffalo e St. Louis erano di natura allegorica.
Bitter ricevette diversi premi e riconoscimenti fra cui una medaglia d'argento all'Esposizione di Parigi del 1900, una medaglia d'oro all'Esposizione panamericana, una medaglia d'oro a Filadelfia nel 1902; e la medaglia d'oro all'Esposizione di St. Louis del 1904. Fu inoltre membro nonché vicepresidente (dal 1906 al 1908 e dal 1914 al 1915) del National Institute of Arts and Sciences, entrò nella National Academy of Design nel 1902 e fece parte dell'American Academy of Arts and Letters, del Players' Club, del Century Club e fu vicepresidente dell'Architectural League dal 1904 al 1906 e dal 1909 al 1911. Infine, fu membro dell'Art Commission di New York dal 1912 al 1915.

### Morte
Nel 1915, Bitter morì a soli quarantasette anni investito da un'auto mentre lasciava la Metropolitan Opera House di New York. Sua moglie, che lo accompagnava, riuscì invece a salvarsi.

## Vita privata

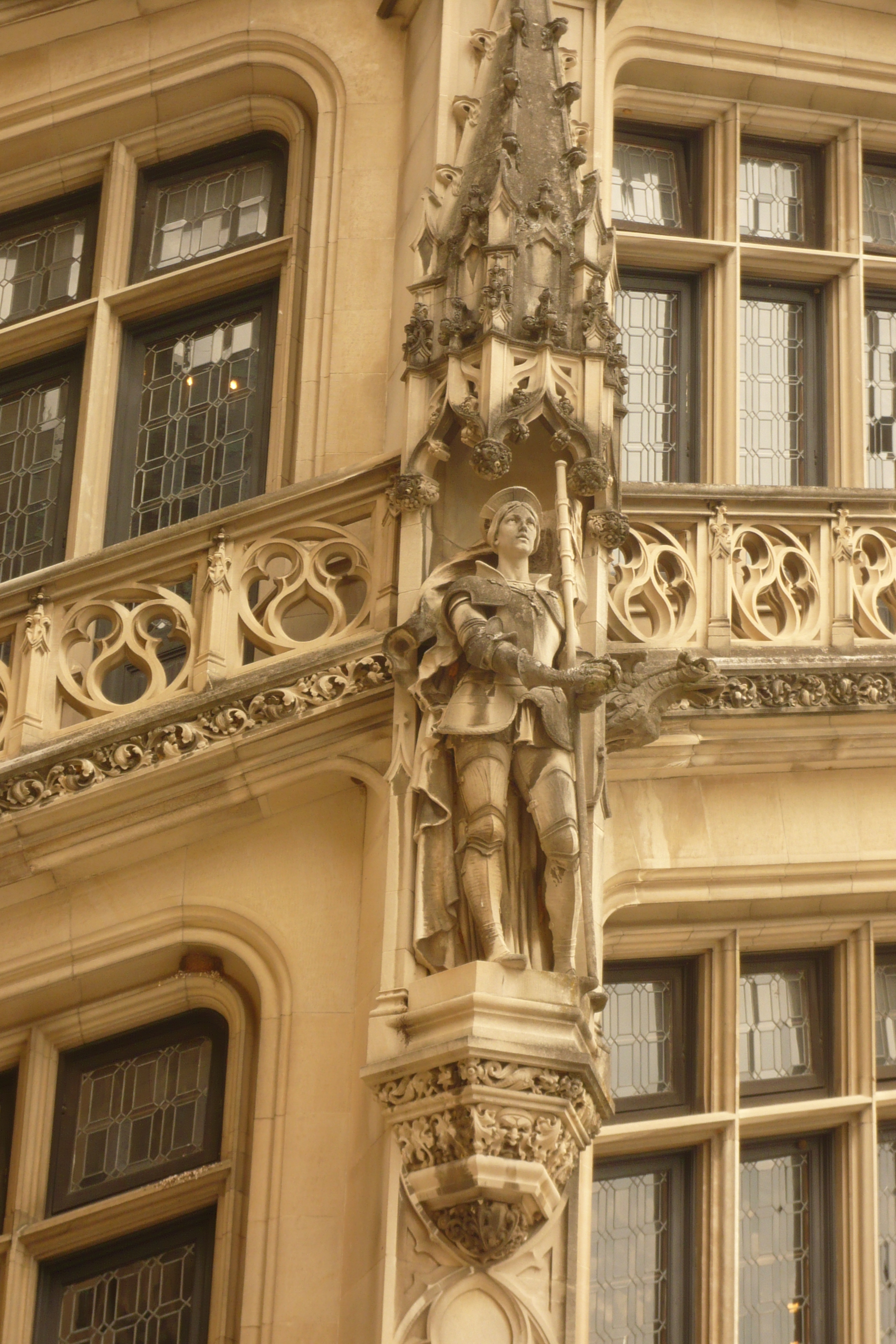
Particolare raffigurante Giovanna d'Arco alla Biltmore Estate

Il 30 giugno 1901 Bitter sposò Marie A. Schevill, di Cincinnati. Avevano tre figli: Marietta, John e Francis, che divenne un importante fisico. Per un certo periodo, lo studio di Bitter si trovava in un edificio noto come The Castle a Weehawken, nel New Jersey. Il castello faceva parte dell'Eldorado Amusement Park.